# Чухонастівка
Чухонастівка (рос. Чухонастовка) — село у Камишинському районі Волгоградської області Російської Федерації.
Населення становить 520  осіб. Входить до складу муніципального утворення Чухонастовське сільське поселення.

## Історія
Село розташоване у межах українського історичного та культурного регіону Жовтий Клин.
Згідно із законом від 5 березня 2005 року № 1022-ОД органом місцевого самоврядування є Чухонастовське сільське поселення.

## Населення
| 1860 | 1883 | 1891  | 1894  | 2010 | 2012 | 2013 |
| ---- | ---- | ----- | ----- | ---- | ---- | ---- |
| 694  | ↗703 | ↗1174 | ↗1580 | ↘531 | ↗536 | ↘533 |
| 2014 | 2015 | 2016  | 2017  |      |      |      |
| ↘532 | ↗534 | ↘525  | ↘520  |      |      |      |